# Видинско царство
Видинското царство (на среднобългарски: Бъдинское цѣсарство) е средновековна феодална държава, появила се в резултат от феодалната разпокъсаност на България през XIV век.

## Видинско деспотство (1356 – 1365)
След смъртта на престолонаследника Михаил IV Асен, загинал в Битката при Ихтиман с турците през 1355 г., приемник на цар Иван Александър става вторият му син Иван Срацимир. Царят обаче предпочита сина си Иван Шишман (от еврейката Сара Теодора), който също е коронясан за съцар и подготвен да наследи властта в Търново. Като компенсация Иван Срацимир получава Видинското деспотство.

## Унгарска окупация (1365 – 1369)
В началото на 1365 г. унгарският крал Лайош I Велики заплашва с война Влашкото и Молдовското княжество и владенията на Иван Срацимир. Князете на Влахия и Молдова се признават за унгарски васали, но видинският владетел отказва.
Начело на голяма войска Лайош I Велики нахлува във Видинско, завзема някои по-малки крепости, след което се насочва към Видин. Пред града унгарците са пресрещнати от яси (алани) измаелити, които са разбити и се оттеглят в крепостта. Обсадата започва на 30 май и завършва на 2 юни. Видин е превзет с щурм и цар Иван Срацимир при капитулацията поднася меча си на крал Лайош I Велики. За първи комендант на града е назначен Денис Лакфи, който се отличaва при обсадата. В кампанията участват палатинът Миклош Конт, кондотиерът граф Улрих I фон Цили и някои други унгарски рицари. Иван Срацимир и неговото семейство са пленени и заточени в крепостта Хумник в в Хърватия, като са принудени да приемат католицизма. Завзетата област е превърнатата в „банат“ – унгарска административна област, управлявана от бан, подчинен на краля на Унгария. За първи "бан на България" е назначен Бенедикт Химфи, който преди това бил управител на Пожон (дн. Братислава). Населението насилствено е приобщено към западното християнство. Летописите посочват, че францискански монаси от манастира Олово в Босна, пристигнали в Чипровец през 1367 г. ,където получили първия си метох и веднага започнали изграждането на католическа църква.
През 1369 г. цар Иван Александър влиза в съюз с влашкия войвода Владислав I Влайку и отцепилия се деспот Добротица с цел освобождаване на Видин от унгарците. Влайку завзема Видин и го окупира за 6 месеца, но унгарският крал успява да си го възвърне. Той влиза в преговори с Иван Александър и се съгласява да му върне Видинската област, ако царят му даде дъщерите си за заложнички.
Към края на годината Видин отново е в български ръце. Иван Срацимир е освободен и се връща във владенията си. Българското население прогонва францисканските монаси.

## Видинско царство (1369 – 1396/1397)
На 17 февруари 1371 г. умира цар Иван Александър. Всеки от неговите наследници полубратя – Иван Срацимир и Иван Шишман, смята себе си за единствен законен цар на българите и не признава правата на другия. Титлата „В Христа Бога верен цар и самодържец на всички българи и гърци“ на бащата се ползва и от синовете му. Стига се до окончателно отделяне на Видин от останалите български земи и обособяването на Видинско царство.
Липсват сигурни сведения за военен сблъсък между Видинското и Търновското царство. Предполага се, че София е първоначално във владение на Иван Срацимир, а преминава към Иван Шишман през 1373 г. Не се изключва възможността зад нападението на влашкия войвода Дан I срещу Иван Шишман да стои видинският цар.
Иван Срацимир е син на Теодора Басараб, дъщеря на влашкия войвода Иванко Бесараб, а самият той е женен за първата си бртовчедка Ана Басараб, дъщеря на вуйчо му Никола Александър Басараб (брат на майка му). С Влашкото княжество поддържа традиционно приятелски отношения.
За да демонстрира пълната си независимост, Иван Срацимир къса отношенията си с българската Търновска патриаршия (1381). Видинският митрополит е сменен, като на негово място е поставен Касиян, предан на Цариградската патриаршия. По-късно е обвинен в убийство и е заменен с Йоасаф Бдински.
Поради най-отдалеченото му местоположение Видинското царство остава известно време незасегнато от османски нападения. Иван Срацимир не се намесва в борбата на Търновското царство срещу Османската империя.
С нарастване на османската заплаха, за да избегне евентуална агресия, Срацимир се признава за османски васал. Задължава се да изплаща ежегоден данък и да подпомага султана с военни сили, когато това бъде изискано от него.
След като падат Търновското царство и Добруджанското деспотство видинският цар е принуден да допусне османски гарнизон в столицата си през 1395 г. Оттогава е засвидетелствано пратеничество на видинския цар до турския управител на покореното Търново, оглавено от митрополит Йоасаф Бдински и престолонаследника Константин. Те измолват мощите на света Филотея Търновска и ги откарват във Видин.
През 1396 г. унгарският крал Сигизмунд I организира кръстоносен поход срещу османските турци. Когато армията му достига до Видин, Иван Срацимир с готовност отваря вратите на крепостта за кръстоносците. Предава османския гарнизон на Сигизмунд и всячески му съдейства, разчитайки с негова помощ да се избави от османската опека. По-нови изследвания обаче сочат, че маджарите подхождат с известно недоверие към Срацимир и не се  отнасят с него като с близък съюзник     (той изплаща 200 гулдени контрибуции; във Видин е настанен здрав маджарски гарнизон,  а при предаването на Оряхово е сключен договор с българите; впоследствие Оряхово плаща откуп, а градът е оплячкосан и др.) Християнската армия е разгромена от султан Баязид I в битката при Никопол на 25 септември с.г. 
След победата си султанът се отправя към Видин, за да се разправи с изменилия му васал (според някои изследователи това става през  1397 тъй като според "българска анонимна хроника" от XIV в. ""Той (Баязид) залови и подчини цар Срацимир в 6906 година). Григорий Цамблак  отбелязва, че султанът заварва във Видин  сръбският княз Стефан Лазаревич , заедно с майка му, брат му и вдовицата на Углеша. Проф. Пламен Павлов и проф. Иван Тютюнджиев са на мнение, че подобна диполматическа визита не е възможна през 1396 година, непосредствено след разбиването на маджаро-френската коалиция. Иван Срацимир се явява пред султана, за да изяви покорството си, разчитайки на обещанията му, че ще бъде помилван. Баязид нарежда да бъде окован във вериги и отведен в Бурса. Част от земите му са дадени на Стефан Лазаревич (Смедерево). По-нататъшната съдба на Иван Срацимир е неизвестна. Предполага се, че или е удушен, или е прекарал остатъка от живота си в тъмница.

## Хипотеза за края на Видинското царство (1422)
Според преобладаващата представа, падането на Видинското царство в ръцете на османците през 1396 г. слага край на Втората българска държава. Престолонаследникът Константин обаче успява да се спаси. В последващите години Константин, заедно с неговия първи братовчед – княз Фружин, (син на цар Иван Шишман), ще оглавят първото въстание (1408 – 1413) на българите срещу Османската империя. Някои историци като проф.Пламен Павлов  и проф. Иван Тютюнджиев допускат, че Константин II Асен наследява баща си като цар (1397 – 1422), и контролира като васал част от българските земи, като някои държави го признават за цар на българите. Археолозите проф. Николай Овчаров и доц. Здравко Димитров също установяват че около 1421-1422 г. Константин Асен е секъл собствени монети.  Те предполагат, че през 1396 Иван Срацимир е отведен в Бурса, но синът му продължава и след него да управлява като османски васал. Монетосеченето на Константин II се потвърждава и от други изследователи (Петър Берлиев). Берлиев представя както  монети, на които той е представен като самостоен владетел, таки и такива, на които той е заедно с Фружин.  Проф. Хр. Матанов и доц. П. Николов - Зиков също допускат, че краят на Видинското царство настъпва десет години след въстанието на Константин и Фружин (1408 - 1411 г.). Сръбска преписка от 1422 година споменава за смъртта на "българския цар Костадин", т.е. по това време още е имало българско царство.  Първото сигурно сведение, че Видин е санджак, а не царство, е от 1430 г.

### Управление на Константин II Асен  (1397-1422)
Оплячкосването на Видин през 1397 година, пленяването на Иван Срацимир и предаването на Смедерево на Стефан Лазаревич отслабват позициите на Константин II. За разлика от своите непосредствени съседи той няма възможности да прояви сериозна политическа активност. Все пак според решение на Големия съвет на Република Дубровник от 28.ХІ.1398 г. се удължават с пет години пълномощията на консулите на републиката „... в страните Славония, Босна, Срем и България”,  След битката при Анкара (1402)  настъпилата криза в Османската империя създава благоприятни възможности за управлението на Константин II. През 1404  Сигизмунд I Люксембургски пише писмо до бургундският херцог Филип, в което нарича "българският цар Константин" свой съюзник През 1408 Константин  се възползва от османските междуособици и заедно с братовчед си Фружин обявява бунт, който продължава поне до 1411 г, а може би и до по-късно. Поводът е, че той дава на феодала Каралюк (Новак) крепости в Ихтиманско, с което предизвиква реакцията на Сюлейман Челеби. През 1413 година подобно на други християнски владетели Константин подкрепя Мехмед I в битката му за трона. В хроникиите на Констанцкият събор присъстав и гербът на "императорът на България". Изглежда че  метежът на Мустафа (дьозме-Мустафа) и опитът му да се възкачи на османският трон през 1421-1422 предопределят краят на Видинското царство. Някои български историци са на мнение, че при османските междуособици през 1422 година Костадин е принуден ясно да заяви своята позиция (Пл.Павлов, Ив. Тютюнджиев). Възможно е когато през пролетта на 1422 година са изпратени османски войски към Влашко да е ликвидирано и Видинското царство Константин умира на 17 номеври 1422 година в Белград

## Сребърен век на българската книжнина при Йоан Срацимир (1369-1396)
Вторият златен век на българската книжнина (сребърен век) който започва при Йоан Александър (1331-1371) продължава своето развитие и при Йоан Срацимир. Йоан Срацимир продължава добрите практики на баща си и на брат си Йоан Шишман (1371-1395) и насърчава българската книжовност.  Представители на Търновската книжовна школа като видинският митрополит Данаил създават ценни за Българската история документи, на територията на Видинското царство. Такива са: Видинското четвероевангелие , Бдинският сборник и пр.  Администрацията на Йоан Срацимир също съставя ценни за историята документи като Брашовската грамота.

## Исторически извори
- „Жития на сръбските крале и архиепископи“, Данило (архиепископ, сръбски книжовник от 14 век)
- „Похвално слово за Филотея Темнишка“, Йоасаф Бдински (видински митрополит, български книжовник от края на 14 – началото на 15 век)
- „Безименна българска хроника“, неизвестен автор от xv век